# Tytti Isohookana-Asunmaa
Tytti Isohookana-Asunmaa (ur. 24 września 1947 w Haukipudas) – fińska polityk i nauczycielka akademicka, posłanka do Eduskunty, w latach 1991–1995 minister.

## Życiorys
Absolwentka filozofii (1971) i nauk politycznych (1976), doktoryzowała się w drugiej z tych dziedzin w 1980. Zawodowo od pierwszej połowy lat 70. związana z Uniwersytetem w Oulu, na którym została wykładowczynią nauk społecznych. Publikowała felietony w regionalnej gazecie „Kaleva”.
Zaangażowała się w działalność polityczną w ramach Partii Centrum. W latach 1972–1996 była radną swojej rodzinnej miejscowości. W latach 1983–2003 przez pięć kadencji sprawowała mandat posłanki do Eduskunty. Od kwietnia 1991 do kwietnia 1995 pełniła funkcję ministra w resorcie edukacji w rządzie, którym kierował Esko Aho.